# بيتر روبسون
بيتر روبسون (19 فبراير 1992 في أستراليا - ) (بالإنجليزية: Angus Robson)‏ هو لاعب كريكت بريطاني. لعب مع نادي مقاطعة ليسترشاير للكريكت ‏ ونادي مقاطعة ساسكس للكركيت ‏.

## وصلات خارجية
- بيتر روبسون على موقع إي آس بي آن كريك إنفو (الإنجليزية)